# Wadim Browcew
Wadim Władimirowicz Browcew (ros. Вадим Владимирович Бровцев, ur. 26 lipca 1969 w obwodzie czelabińskim w ZSRR, zm. 13 listopada 2024 na jeziorze Turgojak) – rosyjski przedsiębiorca i polityk, premier Osetii Południowej od 5 sierpnia 2009 do 26 kwietnia 2012. Pełniący obowiązki prezydenta od 11 grudnia 2011 do 19 kwietnia 2012.

## Życiorys
Wadim Browcew urodził się w 1969 w obwodzie czelabińskim w ZSRR. Służbę wojskową odbywał w Wojskach Rakietowych Przeznaczenia Strategicznego ZSRR. Następnie studiował w Instytucie Ekonomii Narodowej w Swierdłowsku. W latach 1994–1996 pracował w firmie spedycyjnej Ural-Awto. Od 1996 do 2005 był deputowanym w radzie miejskiej miasta zamkniętego Oziorsk w obwodzie czelabińskim. W 2005 objął funkcję prezesa zarządu firmy budowlanej Wermikulit.
5 sierpnia 2009 zastąpił na stanowisku premiera Osetii Południowej Asłanbieka Bułacewa, zdymisjonowanego z powodów zdrowotnych. Kandydaturę Browcewa wysunął prezydent Eduard Kokojty. Jeszcze tego samego dnia, głosami 24 za i 3 przeciw, zatwierdził ją parlament nieuznawanej republiki.
Po unieważnieniu przez sąd wyborów prezydenckich w listopadzie 2011, które według wstępnych wyników wygrała kandydatka opozycji Ałła Dżiojewa w Cchinwali doszło do masowych protestów społecznych. Dżiojewa nie uznała decyzji sądu i zapowiedziała utworzenie własnej, niezależnej administracji. W celu zażegnania kryzysu politycznego 9 grudnia 2011 prezydent Kokojty podpisał porozumienie z opozycją, zgodnie z którym miał ustąpić ze stanowiska, a jego obowiązki do czasu nowych wyborów prezydenckich 25 marca 2012 miał przejąć premier Wadim Browcew. Ze stanowisk mieli zostać również odwołani związani z Kokojtym prokurator generalny oraz prezes Sądu Najwyższego. W zamian opozycja zobowiązała się do zakończenia protestów, a Ałła Dżiojewa miała zostać uprawniona do startu w wyborach prezydenckich, wbrew wcześniejszej decyzji Sądu Najwyższego. 10 grudnia 2011 Kokojty, zgodnie z treścią porozumienia, podał się do dymisji. Następnego dnia Browcew oficjalnie przejął jego obowiązki.
Do ponownych wyborów prezydenckich doszło w marcu i kwietniu 2012. Nie startował w nich jednakże żaden z poprzednich kandydatów. Browcew pełnił obowiązki prezydenta do 19 kwietnia 2012, kiedy zaprzysiężony został nowo wybrany prezydent Leonid Tibiłow. 26 kwietnia 2012 Tibiłow zdymisjonował Browcewa i pełniącym obowiązki premiera Osetii Południowej mianował Rostisława Chugajewa, który 15 maja 2012 został zatwierdzony na stanowisku przez parlament.
Zmarł na zawał serca podczas żeglugi na jeziorze Turgojak, w obwodzie czelabińskim.
Wadim Browcew był żonaty i miał dwoje dzieci.